# Válor
Válor è un comune spagnolo di 880 abitanti situato nella comunità autonoma dell'Andalusia.